# Marcello Bardola
Marcello Bardola (* 1925 in Genua; † 1999 in Zürich) war ein Schweizer Aktuar und Bridgemeister.
Bardola studierte in Zürich und arbeitete als Chefmathematiker bei der Zürich-Versicherungs-Gesellschaft. Von 1988 bis 1994 war er Präsident des Schweizerischen Bridgeverbands. Er spielte mit der Schweizer Nationalmannschaft mehrfach bei Europameisterschaften und Olympiaden. Er gewann diverse nationale Turniere, u. a. fünfmal die Teammeisterschaften und viermal die offenen Paarmeisterschaften. Er veröffentlichte zahlreiche Aufsätze zu Theorien des Bridge in Zeitungen und Zeitschriften.
Der Schweizer Autor, Journalist und Übersetzer Nicola Bardola ist sein Sohn.